# Rangely (Colorado)
Rangely es un pueblo ubicado en el condado de Río Blanco en el estado estadounidense de Colorado. En el Censo de 2010 tenía una población de 2.365 habitantes y una densidad poblacional de 220,03 personas por km².

## Geografía
Rangely se encuentra ubicado en las coordenadas 40°5′43″N 108°45′24″O / 40.09528, -108.75667. Según la Oficina del Censo de los Estados Unidos, Rangely tiene una superficie total de 10.75 km², de la cual 10.75 km² corresponden a tierra firme y (0%) 0 km² es agua.

## Demografía
Según el censo de 2010, había 2.365 personas residiendo en Rangely. La densidad de población era de 220,03 hab./km². De los 2.365 habitantes, Rangely estaba compuesto por el 90.87% blancos, el 1.65% eran afroamericanos, el 1.14% eran amerindios, el 0.38% eran asiáticos, el 0.04% eran isleños del Pacífico, el 3.34% eran de otras razas y el 2.58% pertenecían a dos o más razas. Del total de la población el 10.66% eran hispanos o latinos de cualquier raza.